# Comerç de vori

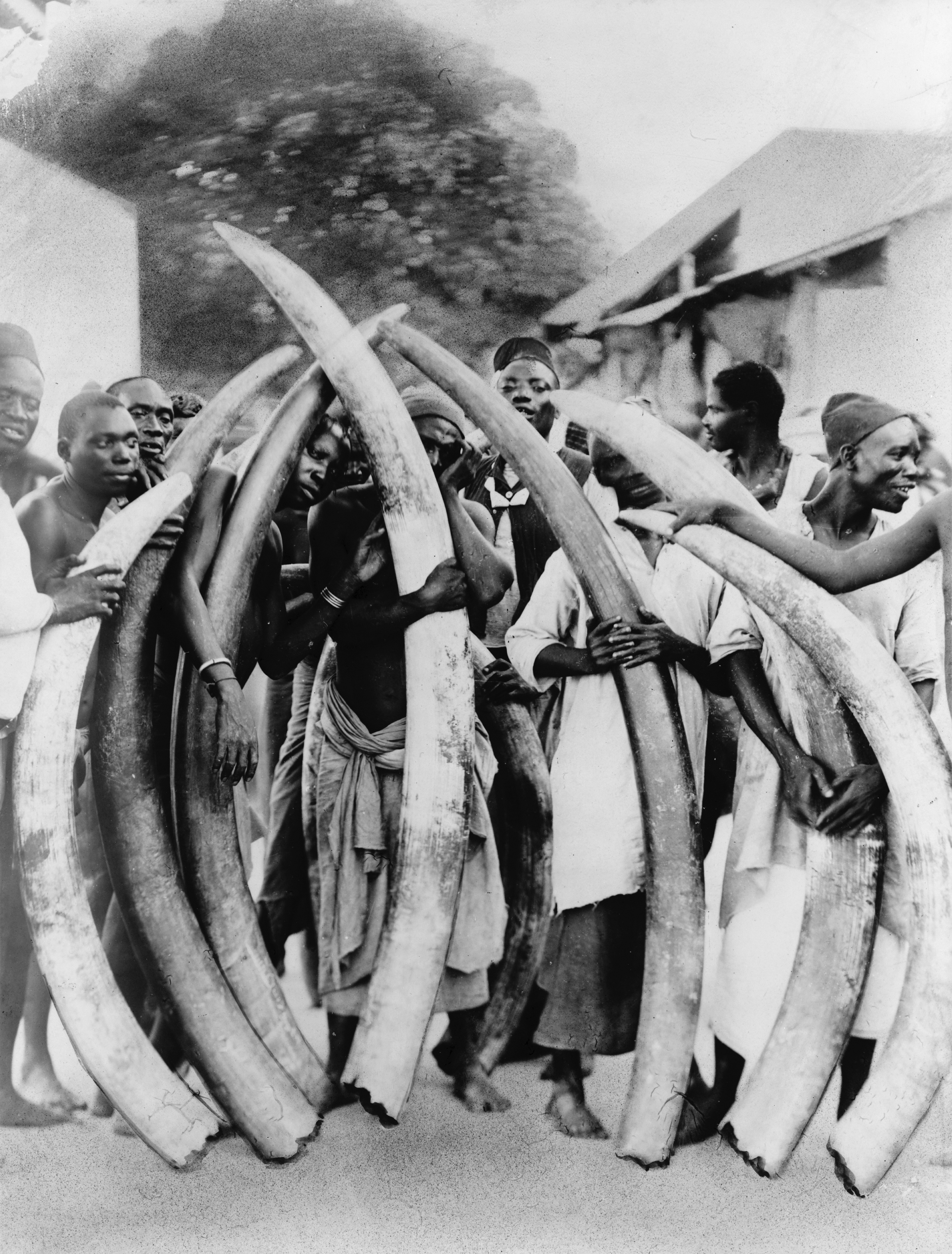
Homes amb ullals d'ivori d'elefant africà, Dar es Salaam, Tanzània.

El comerç de vori és l'ús comercial, sovint il·legal, dels ullals de vori dels hipopòtams, morses, mamuts, narvals, i de manera més comuna, dels elefants.

## Elefants i comerç de vori
El vori d'elefant ha estat exportat des de l'Àfrica durant centenars d'anys. La cacera d'elefants per a obtenir-ne els ullals va arribar a nivells insostenibles durant els anys 1970. El 1989, Convenció pel Comerç Internacional d'Espècies Amenaçades (CITES) establí unes normes sobre el comerç internacional de vori i de productes de vori, en un intent de reduir la matança d'elefants africans i asiàtics. Aquesta reacció fou, parcialment, una resposta al descens de la població d'elefants a l'Àfrica, on la població va passar d'1,2 milions a menys de 700.000 en només 10 anys.

## Organitzacions internacionals
Les organitzacions relacionades amb el comerç de vori inclouen:
- Convention on International Trade in Endangered Species of Wild Fauna and Flora
- International Fund for Animal Welfare
- World Wide Fund for Nature[3]